# Torneio Internacional de Basquete Masculino de Ljubljana
Torneio Internacional de Basquete Masculino de Ljubljana, ou Torneio Internacional de Ljubljana, ou ainda Torneio Internacional da Eslovênia é um torneio amistoso de basquetebol masculino preparatório para a Copa do Mundo da Espanha-14.

## Equipes Participantes
- Seleção Lituana de Basquetebol Masculino
- Seleção Eslovena de Basquetebol Masculino
- Seleção Brasileira de Basquetebol Masculino
- Seleção Iraniana de Basquetebol Masculino

## Ficha Técnica dos Jogos

### 1a Rodada

#### Lituânia x Brasil
| 21 de Agosto de 2014 | LIT           | 64 - 61 Relatório                             | BRA           | Arena Stozice |
| 21 de Agosto de 2014 | 18 7 28 18 64 | 1o Quarto 2o Quarto 3o Quarto 4o Quarto FINAL | 22 16 14 9 61 | Arena Stozice |

#### Eslovênia Irã
| 21 de Agosto de 2014 | ESL                                           | 77 - 69 | IRÃ | Arena Stozice |
| 21 de Agosto de 2014 | 1o Quarto 2o Quarto 3o Quarto 4o Quarto FINAL |         |     | Arena Stozice |

### 2a Rodada

#### Lituânia x Brasil
| 22 de Agosto de 2014 | LIT                                           | 80 - 67 | IRÃ | Arena Stozice |
| 22 de Agosto de 2014 | 1o Quarto 2o Quarto 3o Quarto 4o Quarto FINAL |         |     | Arena Stozice |

#### Eslovênia x Brasil
| 22 de Agosto de 2014 | ESL                  | 84 - 88 Relatório                                               | BRA                  | Arena Stozice |
| 22 de Agosto de 2014 | 14 15 21 24 74 10 84 | 1o Quarto 2o Quarto 3o Quarto 4o Quarto FINAL Prorrogação FINAL | 14 29 09 22 74 14 88 | Arena Stozice |

### 3a Rodada

#### Lituânia x Eslovênia
| 23 de Agosto de 2014 | LIT                                           | 72 - 74 Relatório | ESL | Arena Stozice |
| 23 de Agosto de 2014 | 1o Quarto 2o Quarto 3o Quarto 4o Quarto FINAL |                   |     | Arena Stozice |

#### Irã x Brasil
| 23 de Agosto de 2014 | IRÃ                                           | 52 - 92 Relatório | BRA | Arena Stozice |
| 23 de Agosto de 2014 | 1o Quarto 2o Quarto 3o Quarto 4o Quarto FINAL |                   |     | Arena Stozice |

## Resultado Final
Brasil, Lituânia e Eslovênia terminaram empatadas, com duas vitórias e uma derrota cada. Por conta disso, uma média valendo apenas os jogos entre os três times foi feita. Lituânia e Brasil empataram com um de saldo, enquanto os anfitriões terminaram com dois negativos. Porém, os brasileiros pontuaram 149 vezes nos confrontos, contra 136 dos lituanos. Baseada nesses números, a televisão eslovena, responsável pela transmissão do quadrangular, anunciou os brasileiros como os campeões.
Porém, como Lituânia e Brasil terminaram empatadas no saldo de cestas, os organizadores do torneio decidiram que o título era dos lituanos por terem vencido o Brasil, na abertura do torneio.

### Campeão
| Torneio Internacional de Basquete Masculino de Ljubljana |
| -------------------------------------------------------- |
| Lituânia Campeão                                         |

## Ver Também
- Super Desafio BRA Adulto Masculino de Basquete
- Torneio das Três Nações de Basquete Masculino
- Super Desafio BRA de Basquete
- Torneio das Quatro Nações de Basquetebol Masculino 2015